# Carl Esmond
Carl Esmond, pseudonimo di Karl Simon (Vienna, 14 giugno 1902 – Brentwood, 4 dicembre 2004), è stato un attore austriaco naturalizzato statunitense.

## Biografia
Nato a Vienna, all'epoca nell'Impero austro-ungarico, si formò presso l'Accademia statale di arti drammatiche della capitale e fece il suo debutto cinematografico con il nome di Willy Eichberger nell'operetta Melodie imperiali (1933), accanto a Martha Eggerth, commedia romantica appartenente a un filone molto popolare in Austria nel periodo tra le due guerre. Seguì un altro ruolo nel dramma Amanti folli (1933) di Max Ophuls. Dopo la ascesa al potere di Adolf Hitler, Esmond si trasferì nel Regno Unito, dove interpretò film come Sinfonia d'amore (1934), e infine, nel gennaio 1938, giunse negli Stati Uniti d'America.
Il suo primo film statunitense fu Missione all'alba (1938), accanto a Errol Flynn, Basil Rathbone e David Niven. La sua carriera proseguì con ruoli in pellicole belliche di successo come Il sergente York (1941), Inferno nel deserto (1941), La storia del dottor Wassell (1944). Interpretò ruoli di nazista in Margine d'errore (1943) di Otto Preminger, nel noir Il prigioniero del terrore (1944) di Fritz Lang, e in Address Unknown (1944). Tra gli altri film cui prese parte, i melodrammi in costume Schiava del male (1944) di Jacques Tourneur, Senza amore (1945) e Il mondo nelle mie braccia (1952) di Raoul Walsh. Nel 1955 lavorò in Francia, interpretando il ruolo del medico di Lola Montès nell'omonimo film diretto da Max Ophuls, accanto a Martine Carol.
Nel 1955 impersonò Victor Laszlo nell'episodio Casablanca della serie antologica Lux Video Theatre, riprendendo il ruolo che era stato di Paul Henreid nel film del 1942 di Michael Curtiz. Nel 1958 interpretò il ruolo di Jules Verne nel film di fantascienza Dalla Terra alla Luna, e nel 1962 impersonò il generale tedesco Wilhelm Keitel nel film La belva del secolo di Stuart Heisler. Continuò ad apparire sul palcoscenico e in film britannici e statunitensi, oltre che in numerose serie televisive fino agli anni settanta.
Morì a Brentwood, Los Angeles, nel 2004, all'età di 102 anni.

## Filmografia parziale

### Cinema
- Melodie imperiali (Kaiserwalzer), regia di Frederic Zelnik (1933)
- Amanti folli (Liebelei), regia di Max Ophüls (1933)
- Sinfonia d'amore (Blossom Time), regia di Paul L. Stein (1934)
- Corridoio segreto (Der Favorit der Kaiserin), regia di Werner Hochbaum (1936)
- Missione all'alba (The Dawn Patrol), regia di Edmund Goulding (1938)
- La tigre del mare (Thunder Afloat), regia di George B. Seitz (1939)
- I due avventurieri (Little Men), regia di Norman Z. McLeod (1940)
- Il sergente York (Sergeant York), regia di Howard Hawks (1941)
- Inferno nel deserto (Sundown), regia di Henry Hathaway (1941)
- La marina è vittoriosa (The Navy Comes Through), regia di A. Edward Sutherland (1942)
- 7 ragazze innamorate (Seven Sweethearts), regia di Frank Borzage (1942)
- Margine d'errore (Margin for Error), regia di Otto Preminger (1943)
- Sacrificio supremo (First Comes Courage), regia di Dorothy Arzner (1943)
- Address Unknown, regia di William Cameron Menzies (1944)
- La storia del dottor Wassell (The Story of Dr. Wassell), regia di Cecil B. DeMille (1944)
- Traditori (The Master Race), regia di Herbert Biberman (1944)
- Il prigioniero del terrore (Ministry of Fear), regia di Fritz Lang (1944)
- Schiava del male (Experiment Perilous), regia di Jacques Tourneur (1944)
- Senza amore (Without Love), regia di Harold S. Bucquet (1945)
- Sua altezza e il cameriere (Her Highness and the Bellboy), regia di Richard Thorpe (1945)
- Questo nostro amore (This Love of Ours), regia di William Dieterle (1945)
- Scandalo in famiglia (Lover Come Back), regia di William A. Seiter (1946)
- Una donna distrusse (Smash-Up, the Story of a Woman), regia di Stuart Heisler (1947)
- La vergine di Tripoli (Slave Girl), regia di Charles Lamont (1947)
- La grande minaccia (Walk a Crooked Mile), regia di Gordon Douglas (1948)
- L'aquila del deserto (The Desert Hawk), regia di Frederick de Cordova (1950)
- Il sottomarino fantasma (Mystery Submarine), regia di Douglas Sirk (1950)
- Il mondo nelle mie braccia (The World in His Arms), regia di Raoul Walsh (1952)
- Lola Montès, regia di Max Ophüls (1955)
- Dalla Terra alla Luna (From the Earth to the Moon), regia di Byron Haskin (1958)
- Lampi nel sole (Thunder in the Sun), regia di Russell Rouse (1959)
- La belva del secolo (Hitler), regia di Stuart Heisler (1962)
- I guerriglieri della giungla (Brushfire), regia di Jack Warner Jr. (1962)
- I morituri (Morituri), regia di Bernhard Wicki (1965)
- Agente H.A.R.M. (Agent for H.A.R.M.), regia di Gerd Oswald (1966)

### Televisione
- The Ford Television Theatre – serie TV, episodi 1x25 (1953)
- Lux Video Theatre – serie TV, episodi 5x28-6x25 (1955-1956)
- Crossroads – serie TV, episodio 1x22 (1956)
- Climax! – serie TV, episodio 3x27 (1957)
- General Electric Theater – serie TV, episodio 7x22 (1959)
- Indirizzo permanente (77 Sunset Strip) – serie TV, episodio 2x08 (1959)
- Alcoa Presents: One Step Beyond – serie TV, episodio 2x36 (1960)
- The Deputy – serie TV, episodi 2x13 (1960)
- Maverick – serie TV, episodio 4x21 (1961)
- Hawaiian Eye – serie TV, episodio 2x35 (1961)
- I giorni di Bryan (Run for Your Life) – serie TV, episodio 1x01 (1965)
- Convoy – serie TV, episodio 1x12 (1965)
- Organizzazione U.N.C.L.E. (The Man from U.N.C.L.E.) – serie TV, episodio 3x03 (1966)
- La grande vallata (The Big Valley) – serie TV, episodio 3x10 (1967)
- Il virginiano (The Virginian) – serie TV, episodio 9x07 (1970)

## Doppiatori italiani
Nelle versioni in italiano delle opere in cui ha recitato, Carl Esmond è stato doppiato da:
- Stefano Sibaldi ne La storia del dottor Wassell
- Giuseppe Rinaldi ne Il prigioniero del terrore
- Emilio Cigoli ne La vergine di Tripoli
- Augusto Marcacci ne L'aquila del deserto, Il mondo nelle mie braccia